# Jongunjärvi (sjö i Finland)
Jongunjärvi är en sjö i Finland. Den ligger i kommunen Pudasjärvi i landskapet Norra Österbotten, i den centrala delen av landet, 600 km norr om huvudstaden Helsingfors. Jongunjärvi ligger 118,9 meter över havet. Den är 3,8 meter djup. Arean är 25,26 kvadratkilometer och strandlinjen är 73,07 kilometer lång. Sjön  ingår i Ijo älvs huvudavrinningsområde.   
I övrigt finns följande i Jongunjärvi:
- Siiransaari (en ö)
- Hirvasniemi (en ö)
- Patasaari (en ö)
- Martinsaari (en ö)
- Honkasaari (en ö)
- Riuskasensaaret (en ö)
- Isosaari (en ö)
- Pirkonsaari (en ö)
- Pökki (en ö)
- Typensaari (en ö)
- Telkkäsaari (en ö)
- Jousisaari (en ö)
- Hevossaari (en ö)
- Keritsinkanta (en ö)
- Vattusaari (en ö)
- Lapinsaari (en ö)
- Poikasaari (en ö)
- Vasikkasaari (en ö)
- Viikatesaari (en ö)
- Oravisaari (en ö)

I övrigt finns följande vid Jongunjärvi:
- Niskajärvi (en sjö)
- Sotkajärvi (en sjö)